# 한산초등학교 추봉분교
한산초등학교 추봉분교는 경상남도 통영시 한산면 추봉리 236에 있었던 분교이다.

## 연혁
- 1956년 4월 2일 추봉국민학교 개교
- 1981년 3월 5일 병설유치원 개원
- 1994년 3월 1일 하소국민학교 추봉분교장
- 1996년 3월 1일 하소초등학교 추봉분교장
- 1999년 3월 1일 한산초등학교 추봉분교장
- 1999년 9월 1일 폐교